# Kubuś (soki owocowe)
Kubuś – polska marka przecierowych soków owocowo-warzywnych, soków 100%, napojów, musów należąca do grupy Maspex. Linia produkcyjna soków znajduje się w Olsztynku (woj. warmińsko-mazurskie), natomiast rozlewnia w Tychach (woj. śląskie). Marka jest liderem rynku w kategorii soków przecierowych w takich krajach jak: Polska, Rumunia, Rosja, Bułgaria, Węgry, Litwa, Czechy i Słowacja. Marka jest również wymieniana w Rankingu Najbardziej Wartościowych Marek Dziennika "Rzeczpospolita".
Od 2016 roku są także dostępne na rynku ciastka Kubuś.
Produkt pod innymi nazwami, lecz o niezmienionym składzie eksportowany jest do innych krajów:
- Litwa, Polska – Kubuś
- Niemcy, Austria, Szwajcaria, Stany Zjednoczone, Wielka Brytania, Mongolia – Kubus
- Węgry – Kubu
- Czechy, Słowacja – Kubík
- Bułgaria, Rumunia, Białoruś – Tedi
- Rosja, Ukraina – Tedi
- Turcja – Tedi
- Dania, Norwegia, Szwecja – Kubas
- Finlandia – Kubiko
- Estonia – Kubika
- Łotwa – Tedis
- Macedonia Północna, Bośnia i Hercegowina, Chorwacja, Serbia – Tedko
- Słowenia – Kubak
- Francja – Dedi
- Hiszpania – Cubuso
- Portugalia – Cubuca
- Włochy – Teddo
- Katalonia – Cubada
- Południowa Afryka, Holandia, Luksemburg – Kubie
- Grecja – Kubos
- Albania – Kubik
- Iran, Irak – Teduks

Marka zdobyła m.in. tytuł "Towar Roku 2004" miesięcznika Marketing w Praktyce, Najlepszy Produkt – Wybór Konsumentów 2015 – nagroda „Wiadomości Handlowych” ", Złoty paragon 2016 – nagroda Kupców Polskich, Perły Rynku FMCG czy Hit Handlu – konkurs organizowany przez miesięcznik „Handel”.